# 坂本幸男
坂本 幸男（さかもと ゆきお、のち改名して坂本日深（にちじん）、1899年（明治32年）9月12日 - 1973年（昭和48年）2月10日）は、日蓮宗系の仏教学者、僧侶。

## 経歴
1899年、岡山県津島生まれ。日蓮宗不受不施派の家系。東京帝国大学文学部印度哲学科を卒業する。卒業後は東洋大学教授となる。1948年より立正大学仏教学部教授となり、翌1949年には学部長を務める。1954年、「慧苑の華厳教学の研究 特に教判論を中心として」で東北大学より文学博士の学位を取得。身延山久遠寺第84世・深見日円の弟子となり日深と改名。1966年立正大学に法華経文化研究所を設立して所長となる。1968年、立正大学学長に就任。権大僧正。

## 家族・親族
- 祖父：坂本真楽（和平）。

## 著書
- 『華厳教学の研究』平楽寺書店、1956
- 『仏陀の智慧 華厳経講話』平楽寺書店、1956
- 『仏教の根本思想』大東急記念文庫 文化講座シリーズ、1959
- 『坂本幸男論文集』大東出版社、1980 - 1981

第1 阿毘達磨の研究
第2 大乗仏教の研究
第3 仏教論理と実践

### 編著
- 『法華経の思想と文化』編 平楽寺書店、1965
- 『法華経研究 4 法華経の中国的展開』編 平楽寺書店、1972

### 翻訳
- 『国訳一切経 和漢撰述部 第6 - 9 華厳経探玄記』大東出版社、1936 - 1938
- 『法華経』岩本裕共訳注 岩波文庫 全3巻、1962 - 1967、改版1976